# Julián Calero Fernández
 Julián Calero Fernández  (Parla, 26 oktober 1970 ) is een Spaanse voormalig voetballer, die anno 2024 actief is als voetbaltrainer van UD Levante.

## Spelercarrière
Calero had een bescheiden loopbaan als speler. Het hoogste niveau waarop hij actief is geweest, is de Segunda División B, het op dat ogenblik derde niveau van het Spaanse voetbal en dat tijdens één seizoen bij RSD Alcalá.

## Trainer

### 2000-2010
Toen hij zijn voetbalschoenen aan de haak had gehangen, keerde hij in 2000 naar zijn geboortedorp terug en werd er jeugdtrainer bij AD Parla. Na drie seizoenen werd hij jeugdtrainer bij Atlético Madrid en Real Madrid CF.
Tussen zijn ervaring als jeudtrainer bij de twee Madrileense clubs, was hij tijdens het seizoen 2005/06 assistent bij Rayo Vallecano onder hoofdtrainer Míchel.  De ploeg eindigde op een vijfde plaats in de Segunda División B. Nadat op het einde van het seizoen de hoofdtrainer de ploeg verliet om trainer te worden van Real Madrid Castilla, volgde Calero hem op als jeugdtrainer bij Real Madrid. Hij maakte ook deel uit van de staf van de B-ploeg, dit was achter Juan Carlos Mandiá en Julen Lopetegui.
Na zijn jaar als jeugdtrainer kreeg hij tijdens de seizoenen 2007/09 op zijn beurt bij Real Madrid een kans als assistent bij het filiaal, Real Madrid Castilla. De ploeg was net uit het professionele voetbal gedegradeerd en werd respectievelijk vijfde en zesde in de Segunda División B.  Achteraf blijkt dat deze periode bij Real Madrid hem later mogelijkheden gaat schenken in zijn verdere loopbaan als coach.
Tijdens het seizoen van 2009-2010 werd hij voor de eerste keer hoofdtrainer, dit was bij Fútbol Alcobendas Sport, een ploeg op het toenmalige vierde niveau van het Spaanse voetbal, de Tercera División. De ploeg eindigde op een zestiende plaats en kon haar behoud verzekeren.

### 2010-2020
Tijdens het seizoen van 2010-2011 keerde hij als hoofdtrainer terug bij reeksgenoot AD Parla en werd er vice-kampioen, zonder dat hij promotie kon afdwingen. Hij maakte het seizoen echter niet af, aangezien hij in mei 2012 voor de eerste keer zijn geboorteland verliet en assistent van Dmitri Cheryshev werd bij de voormalige Russische ploeg Volga Nizjni Novgorod, destijds actief op het hoogste niveau Premjer-Liga. Hij kende Cheryshev van zijn tijd bij Real Madrid en ze slaagden erin om lijfsbehoud af te dwingen. Maar na dit kort interludium keerde hij tijdens het seizoen 2011-2012 terug als hoofdtrainer bij AD Parla.
Het daaropvolgende seizoen was hij tot 26 december 2012 werkloos, maar werd toen hoofdtrainer bij de B-ploeg van AD Alcorcón, dat het vorige seizoen net gepromoveerd was naar de Tercera División. De ploeg zou zich met een zestiende plaats verzekeren van lijfsbehoud, echter had Calero de ploeg toen al verlaten. Hij was in februari 2013 assistent geworden van Luis Milla bij Al-Jazira Club. Dit was voor hem de tweede internationale ervaring.
Op 24 maart 2014 werd hij weer hoofdtrainer van Atlético de Pinto, waarmee hij met een veertiende plaats het behoud in de Tercera División verzekerde.
Vanaf het seizoen 2014-2015 kende hij zijn derde internationale ervaring als trainer, ditmaal bij een Portugese topclub. Hij volgde Julen Lopetegui op als assistent bij FC Porto. Hij had eerder al met hem samengewerkt tijdens hun periode bij Real Madrid. Tijdens het eerste seizoen werd de ploeg vice kampioen achter SL Benfica Lissabon en tijdens het seizoen 2015-2016 eindigde de club als derde.
Op 15 juni 2016 sloot Calero zich aan bij de staf van Fernando Hierro, bij Real Oviedo. De ploeg zou op de achtste plaats eindigen van de Segunda División A.
Tijdens het seizoen van 2017-2018 zou hij weer actief zijn als hoofdcoach bij CDA Navalcarnero, actief in de Segunda División B. De ploeg eindigde op een zesde plaats.
Op 13 juni 2018 startte een tweede samenwerkingsperiode met Fernando Hierro, de coach van het Spaanse nationale team. In de rol als assistent nam hij met de Spaanse Nationale ploeg deel aan het Wereldkampioenschap voetbal 2018. Aangezien de hoofdcoach zijn ontslag nam na het toernooi, volgde ook het ontslag van Calero.
Na één seizoen van inactiviteit, werd hij vanaf 1 juli 2019 hoofdtrainer van Rayo Majadahonda, dat net uit het professionele voetbal gedegradeerd was. De ploeg wilde onmiddellijk de verloren plaats heroveren, maar toen op 3 maart 2020 de ploeg veraf stond van de play-off plaatsen werd Calero ontslagen.

### 2020-heden
Op 30 juni 2020 kwam hij als hoofdtrainer terecht bij reeksgenoot Burgos CF. Op het einde van het seizoen 2020-2021 werd hij kampioen en na winst tegen achtereenvolgens CD Calahorra en Bilbao Athletic, leidde hij de ploeg na 19 seizoenen terug naar het professionele voetbal. Hij bleef bij de ploeg en zo werd hij voor de eerste maal in zijn carrière hoofdtrainer van een professionele club. Hij behaalde tijdens zowel het seizoen 2021-2022 als 2022-2023 een elfde plaats in de eindrangschikking, waarna hij op 17 mei 2023 aankondigde de ploeg te verlaten.
Begin seizoen 2023-2024 slaagde hij er niet om te tekenen bij een ploeg, maar op 25 september verving hij reeds Víctor Sánchez del Amo, die enkele dagen daarvoor ontslagen werd door FC Cartagena, een reeksgenoot van Burgos. Hij was de vijftigste trainer van het team ook maakte zijn zoon Iván Calero Ruiz deel uit van het team.  Ook Calero kreeg de motor niet aan het draaien tot aan het begin van het nieuwe jaar 2024.  Toen stond er op 7 januari de 1/16 finale van de Copa del Rey tegen Primera División ploeg Valencia CF op de kalender.  Het werd een spannende wedstrijd, waarin Cartagena in de vierde minuut dankzij Alfredo Ortuño Martínez op voorsprong kwam en ondanks een rode kaart op het einde van de eerste helft, de verlengingen behaalde na een 1-1 gelijkspel.  Daar trok Valencia het laken naar zich toe, dankzij een doelpunt in de 106ste minuut.  Deze wedstrijd bracht een omwenteling in het geloof dat de redding nog mogelijk was.  Na de wedstrijd sprak de trainer Calero de supporters van de ploeg aan met de uitspraak "Si Se Puede".  Dit had als gevolg ongekende aantal bezoekers tijdens zowel thuis- als uitwedstrijden. Door deze steun klom de ploeg op het einde van de vijfentwintigste speeldag, gespeeld tijdens het weekend van 3 en 4 februari 2024, uit de degradatiezone. De opmars ging verder en met nog drie wedstrijden te gaan, vertoefde de ploeg op een dertiende plaats en had het reeds voldoende punten om het behoud veilig te stellen. Wat verwacht werd, werd op 6 juni 2024 werkelijkheid.  De trainer die de ploeg het vorige seizoen redde van de degradatie, Julián Calero, zou niet verder gaan tijdens seizoen 2024-2025.  Dezelfde dag werd Calero reeds vervangen door Abelardo Fernández Antuña. Calero tekende een tweejarig contract met reeksgenoot UD Levante, met de opdracht om de ploeg zo snel als mogelijk te laten terug keren naar het hoogste Spaanse niveau.